# اسید مزدوج
بر اساس نظریه برونستد و لوری، اسید مزدوج گونه شیمیایی است که حاصل گرفتن یک پروتون(+H) توسط باز است. به طور عکس باز مزدوج نیز گونه ای است که در نتیجه از دست دادن یک پروتون توسط اسید به وجود می‌آید که به یک اسید و باز مزدوج آن یک جفت کونژوگه یا Conjugated pair می‌گویند.
به طور خلاصه، این تعریف را می‌توان بعنوان واکنش شیمیایی زیر نشان داد:
اسید + باز  باز مزدوج + اسید مزدوج

## جدول اسیدها و باز مزدوج آن‌ها
| اسید                                 | باز مزدوج                        |
| ------------------------------------ | -------------------------------- |
| H 2F+ یون فلورونیوم                  | HF هیدروژن فلوئورید              |
| HCl هیدروکلریک اسید                  | Cl− یون کلرید                    |
| H2SO4 سولفوریک اسید                  | HSO− 4 یون سولفات                |
| HNO3 نیتریک اسید                     | NO− 3 یون نیترات                 |
| H3O+ یون هیدرونیوم                   | H2O ویژگی‌های آب                  |
| HSO− 4 یون سولفات                    | SO۲− 4 یون سولفات                |
| H3PO4 فسفریک اسید                    | H2PO− 4 Dihydrogen phosphate یون |
| CH3COOH استیک اسید                   | CH3COO− یون استات                |
| HF هیدروفلوئوریک اسید                | F− یون فلورید                    |
| H2CO3 کربنیک اسید                    | HCO− 3 یون بی‌کربنات              |
| H2S سولفید هیدروژن                   | HS− یون سولفید هیدروژن           |
| H2PO− 4 Dihydrogen phosphate یون     | HPO۲− 4 Hydrogen phosphate یون   |
| NH+ 4 یون آمونیوم                    | NH3 آمونیاک                      |
| H2O آب (پی‌اچ=۷)                      | OH− یون هیدروکسید                |
| HCO− 3 یون بی‌کربنات (هیدروژن کربنات) | CO۲− 3 یون کربنات                |

## جدول بازها و اسید مزدوج آن‌ها
| C 2H 5NH 2 اتیل آمین     | C 2H 5NH+ 3 Ethylammonium ion    |              |                   |
| CH 3NH 2 متیل آمین       | CH 3NH+ 3 یون هالید متیل آمونیوم | NH 3 آمونیاک | NH+ 4 یون آمونیوم |
| C 5H 5N پیریدین          | C 5H 6N+ پیریدینیوم              |              |                   |
| C 6H 5NH 2 آنیلین        | C 6H 5NH+ 3 Phenylammonium ion   |              |                   |
| C 6H 5CO− 2 Benzoate ion | C 6H 6CO 2 بنزوئیک اسید          |              |                   |
| F− یون فلورید            | HF هیدروژن فلوئورید              |              |                   |
| PO۳− 4 یون فسفات         | HPO۲− 4 Hydrogen phosphate یون   |              |                   |
| OH− یون هیدروکسید        | H2O آب (خنثی، پی‌اچ ۷)            |              |                   |